# Sue Miller
Pour les articles homonymes, voir Miller.
Œuvres principales
- Au nom de la passion
- Inventing the Abbotts
- The Lake Shore Limited

Sue Miller, née le 29 novembre 1943 à Chicago, est une romancière américaine. 

## Biographie
En 1986 elle publie son premier roman, après avoir passé presque une décennie à travailler dans des associations et dans différents postes d'enseignement. Depuis, deux de ses romans ont été adaptés en longs métrages et son livre En mon absence a été présenté à l'Oprah's Book Club en 2000. Elle a donné des cours d'écriture créative au Smith College de Northampton, à Amherst College, à l'Université Tufts, au MIT et à l'Université de Boston.

### Œuvres de fiction
- 1986 : Au nom de la passion (The Good Mother), adapté en film en 1988
- 1987 : Inventing the Abbotts, adapté en film en 1997
- 1990 : Portraits de famille (Family Pictures)
- 1993 : Randall entre les autres (For Love)
- 1995 : The Distinguished Guest
- 1999 : En mon absence (While I Was Gone)
- 2001 : Le monde de Georgia (The World Below)
- 2005 : Perdue dans la forêt (Lost in the Forest)
- 2008 : The Senator's Wife
- 2010 : The Lake Shore Limited
- 2014 : The Arsonist

### Œuvres autobiographiques
- 2004 : The Story of My Father